# Guillaume-Joseph Grelot
Pour les articles homonymes, voir Grelot.
Guillaume-Joseph Grelot, né vers 1630 et mort après 1680, est un dessinateur français.

## Un dessinateur mystérieux
Originaire de Melun, Grelot est principalement connu aujourd'hui pour son ouvrage Relation nouvelle d'un voyage de Constantinople publié en 1680 à Paris.
Son récit est enrichi de gravures reproduisant des dessins exécutés par lui-même lors d'une série de voyages effectués apparemment en compagnie de Jean Chardin et débuté en 1672 à Constantinople où les deux hommes se rencontrèrent. Ils allèrent ensemble jusqu'à Ispahan. Bijoutier comme son père, Chardin avait initialement entrepris ce voyage dans le but d'acheter des gemmes en Inde dès 1665.
Entre les deux hommes, les rapports ne furent sans doute pas simples et Grelot parle de l'« humeur hautaine » de Chardin. Chardin est protestant et en 1681, il prend le chemin de l'Angleterre. Quoi qu'il en soit, dans la préface de son ouvrage de 1680, Grelot ne fait aucune allusion à Chardin. Par ailleurs, il laisse entendre qu'« à moins de vouloir passer comme beaucoup d'autres ou pour copiste ou pour plagiaire, je ne pouvais pas honnêtement publier sous mon nom ce que plusieurs s'étaient déjà attribués ». Cette préface est également suivie par diverses attestations dont celles de Jean Marchant et d'Antoine Galland qui sont là pour garantir la bonne foi de Grelot.
De son côté, l'ouvrage publié par Chardin ne précise pas si les gravures qui les composent sont issues de dessins de Grelot : dans l'édition londonienne de 1686, il parle, sans les nommer, de plusieurs auteurs pour le burin mais ne donne aucun nom de ou des dessinateurs.
Dans les années 1990, le chercheur orientaliste italien Antonio Invernizzi a découvert dans le fonds de la James Ford Bell Library de l’université du Minnesota un manuscrit écrit par un explorateur italien oublié, Ambrosio Bembo, et accompagné de 85 planches signées... Grelot. « Bembo, précise Invernizzi, rencontra le 16 septembre 1774 le dessinateur de Chardin, Joseph Guillaume Grelot [sic], à Ispahan, et celui-ci lui fournit son illustration ». Louis Langlès avait cité ce manuscrit dès 1811, considéré depuis comme perdu.
Chardin garda le silence sur Grelot, mécontent de l'avoir perdu au profit de Bembo.

## Jean Foy-Vaillant
En 2012, le chercheur Guy Meyer découvre le pourquoi de la présence à Constantinople de Grelot : un certain Jean Foy-Vaillant (1632-1704), numismate et voyageur, avait entrepris sur ordre de Louis XIV un voyage en Turquie entre 1670 et 1673, accompagné d'un jeune serviteur originaire de Melun nommé Grelot. Vaillant embarqua le 12 mai 1670 à Rome à destination de Smyrne avec Grelot qu'il venait de rencontrer. On ne sait, à ce jour, ce qu'il y faisait. Après un long périple, dès avant la mi-janvier 1672, Grelot demeurait à Constantinople, seul. Il partit ensuite pour le Liban avec un moine qui comptait se faire ermite, puis changeant d’avis il se rendit en Perse avec Jean Chardin, le quitta pour Ambrosio Bembo et rentra en Europe avec ce dernier, en 1675.

## Quelques vues de Constantinople

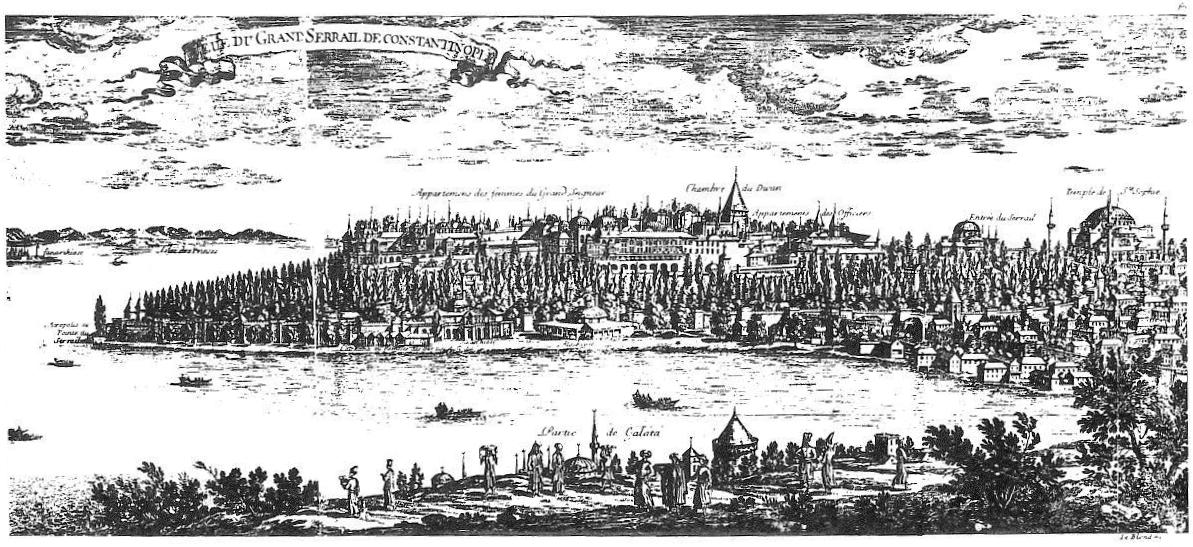
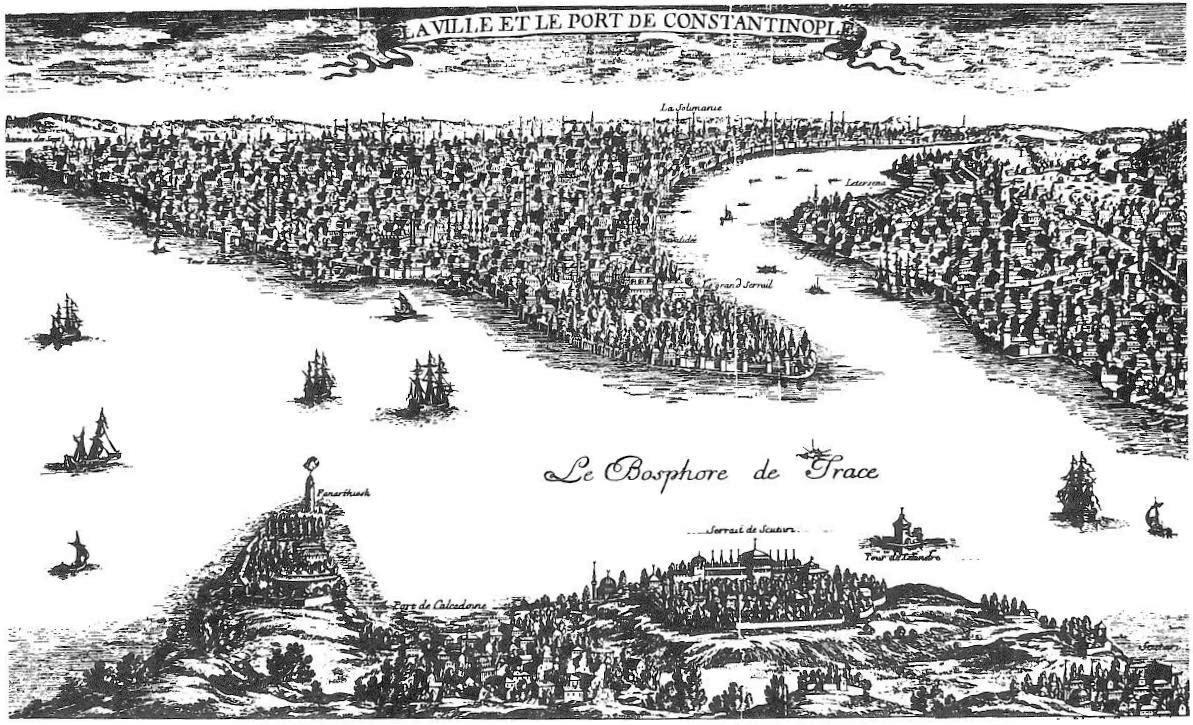
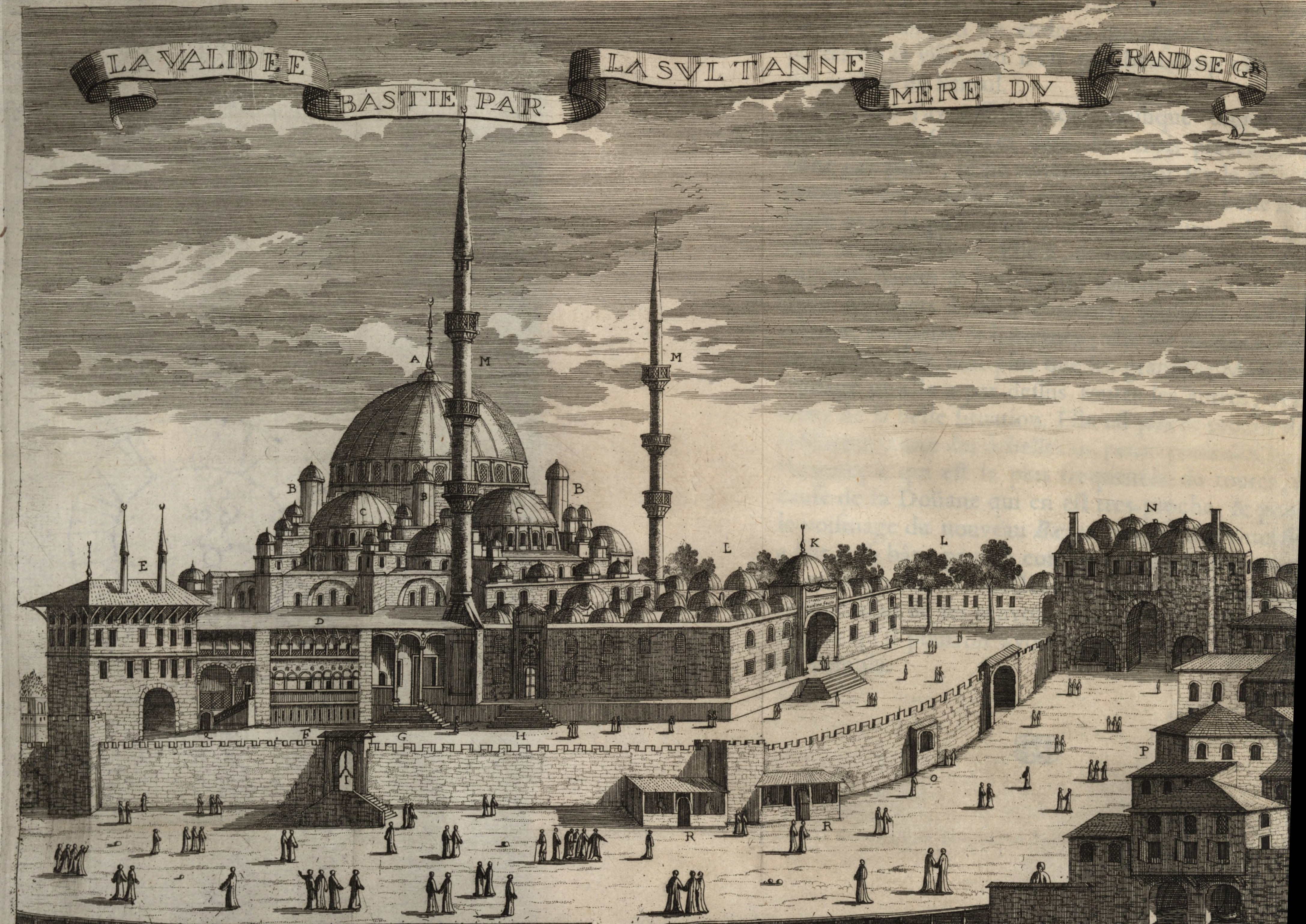
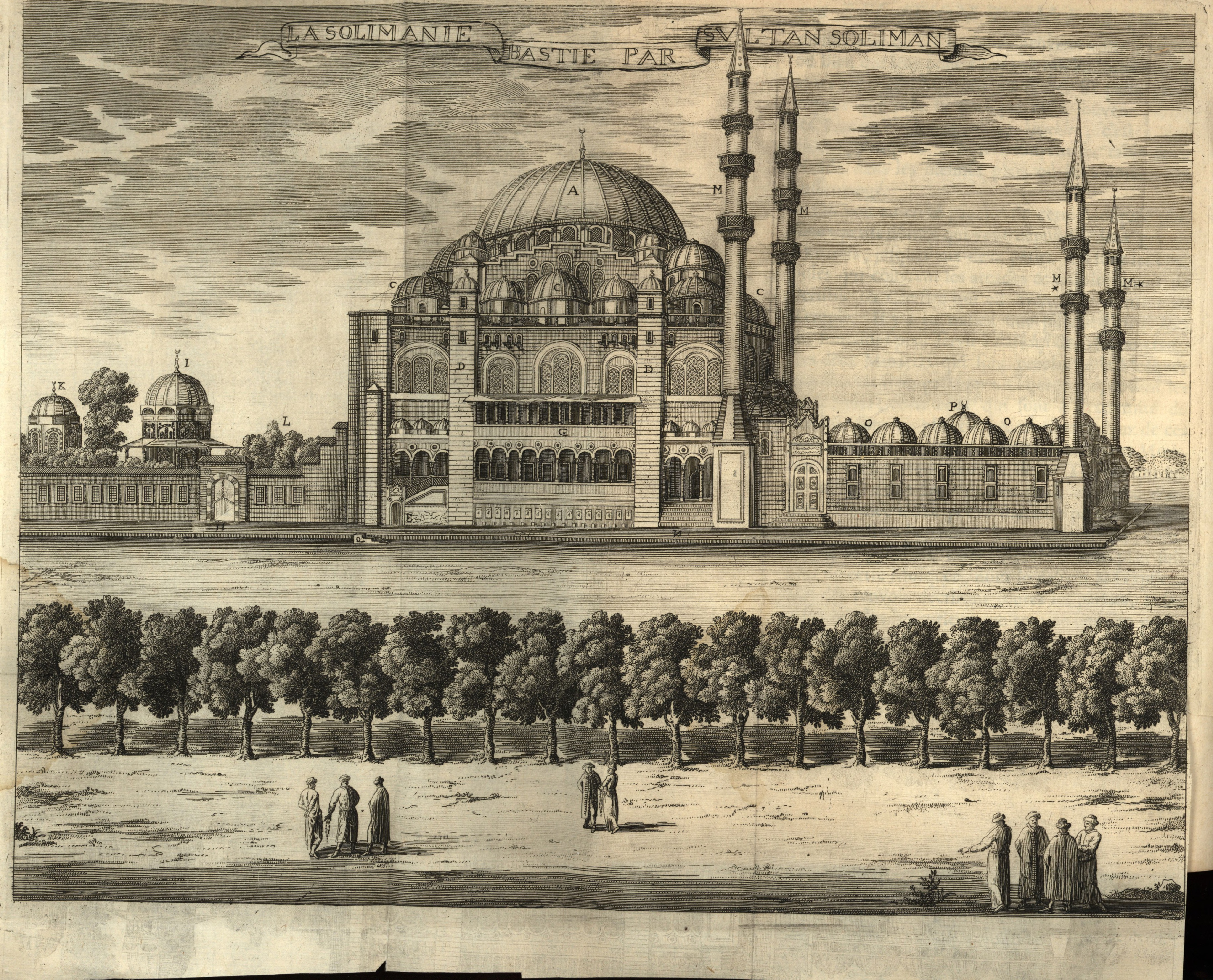
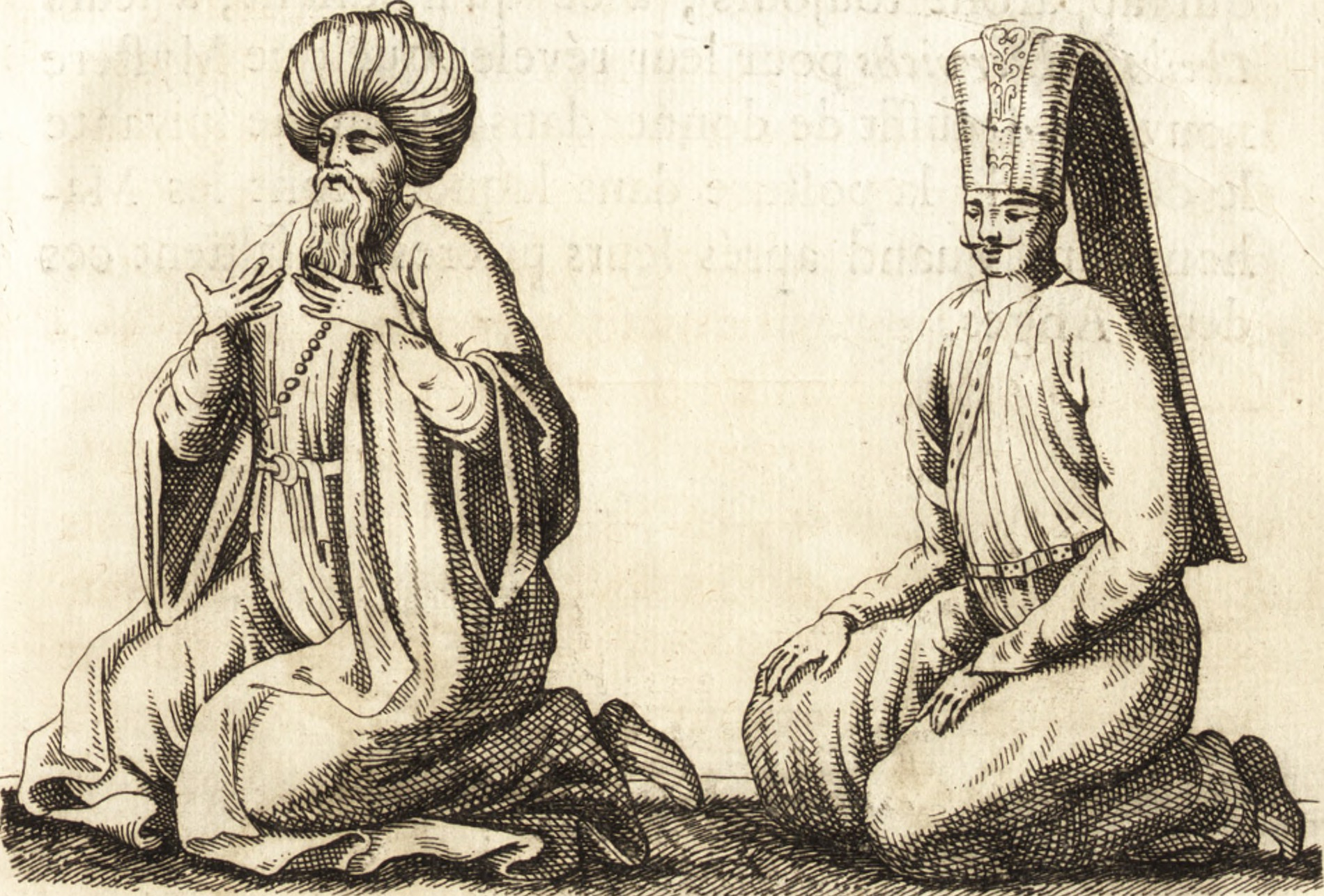